# Foro Social Mundial

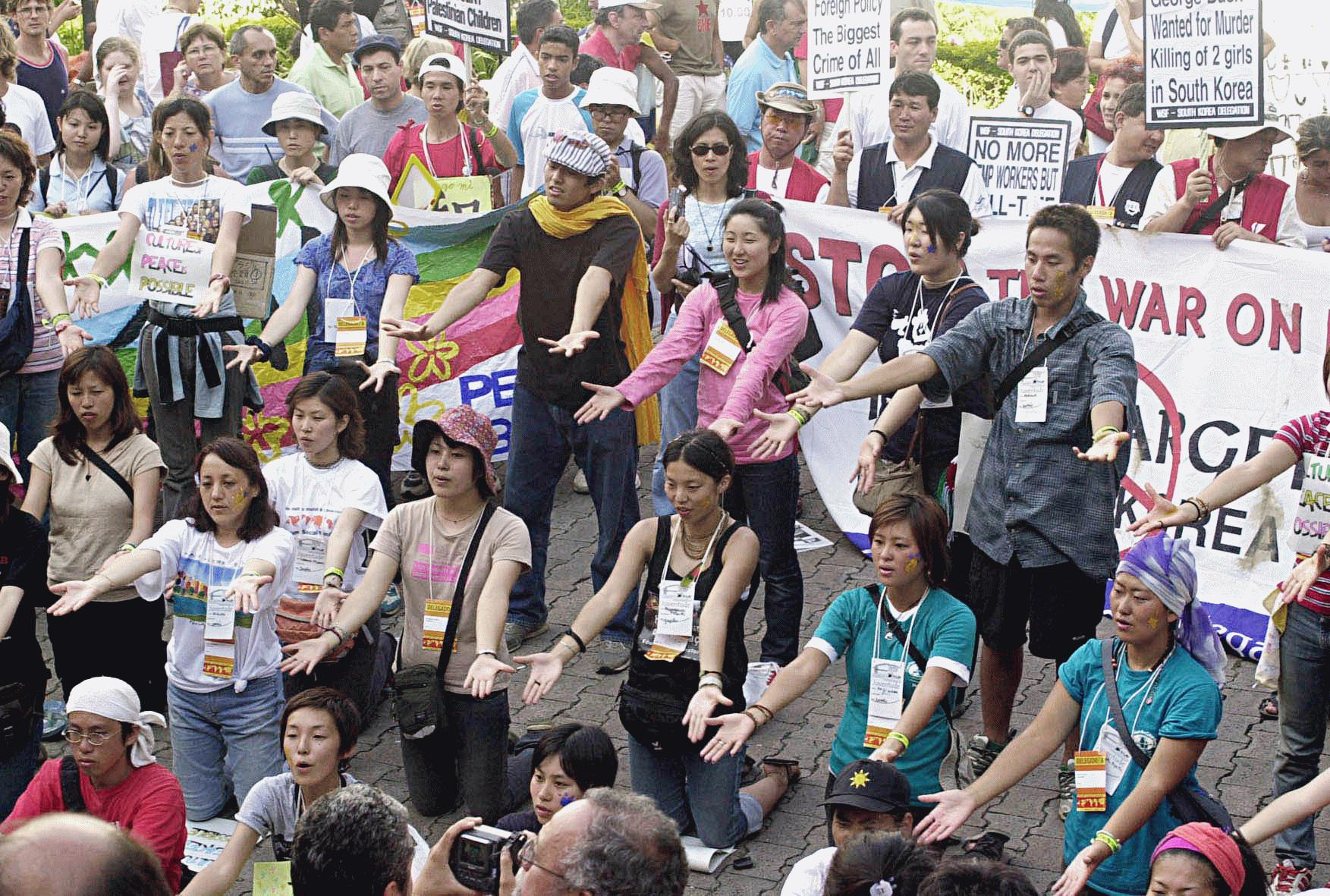
Japoneses manifestando en Porto Alegre, durante el Foro Social Mundial 2003.

El Foro Social Mundial (FSM) es un encuentro anual que llevan a cabo miembros del movimiento por una globalización diferente, para organizar campañas mundiales, compartir y pulir las estrategias de reunión, y para que los diferentes integrantes se informen unos a otros de los nuevos movimientos existentes.El Foro Social Mundial tiene su origen en el movimiento de la Batalla por Seattle, "The Battle for Seattle", organizado en noviembre de 1999, donde activistas antiglobalización protestaron en una reunión y marcha piquete "picketing" ante la asamblea mundial presentando las últimas negociaciones comerciales de la Organización Mundial del Comercio auspiciada en la ciudad de Seattle.

## Ediciones
El primer FSM fue organizado en Porto Alegre Brasil, del 25  al 30 de enero de 2001, en la misma fecha en que se reúne el Foro Económico Mundial de Davos, a partir de una convocatoria internacional por movimientos y organizaciones sociales críticos al neoliberalismo. Acudieron 12 000 asistentes de todo el mundo.

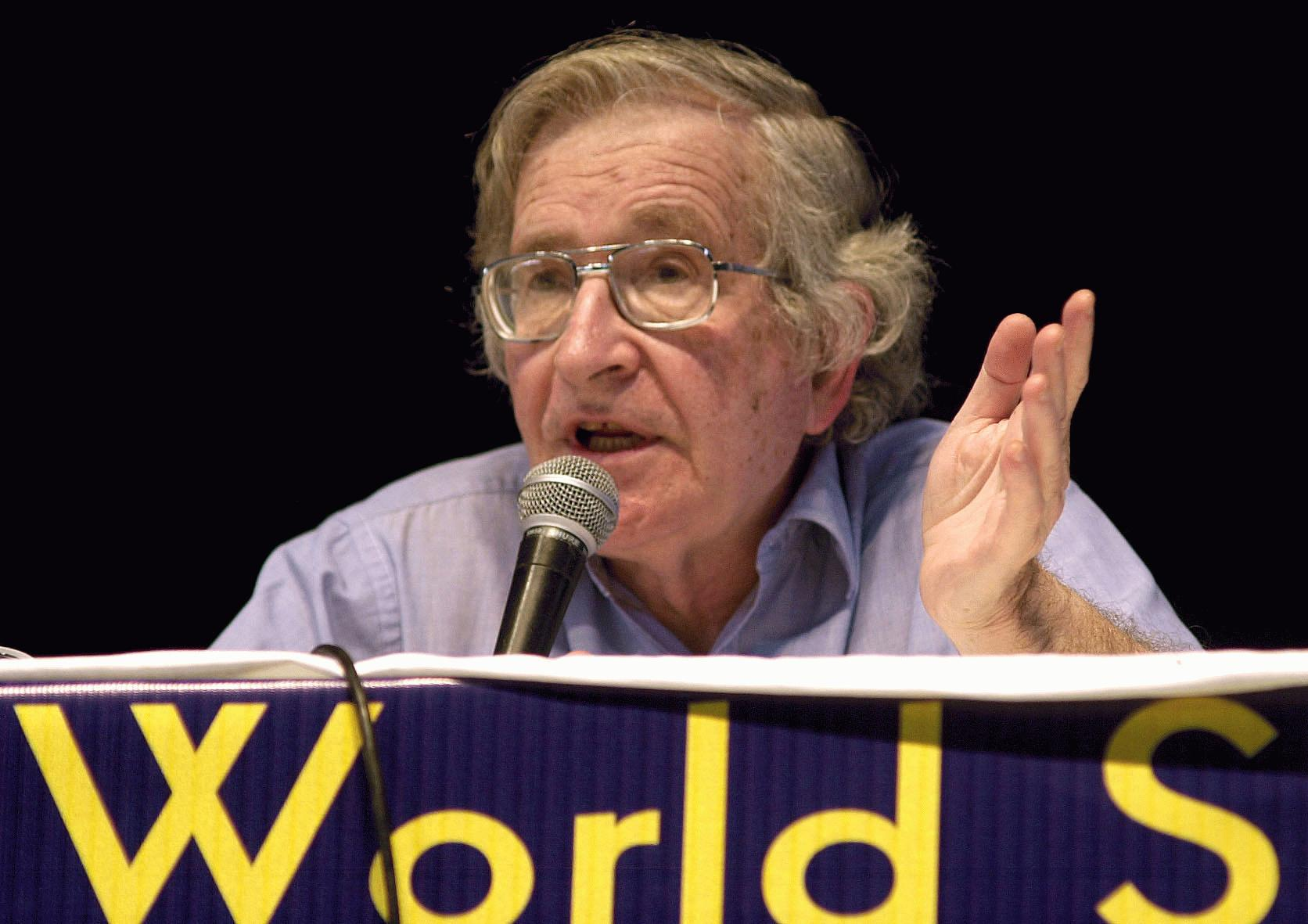
Noam Chomsky interviniendo en el Foro Social Mundial. Foto de Marcelo Casal Jr/ABr.

Al segundo FSM, también en Porto Alegre, del 31 de enero al 5 de febrero de 2002 acudieron más de 12 000 delegados oficiales, representando a gente de 123 países y 60.000 asistentes. Se llevaron a cabo 652 talleres y 27 conferencias. Un conferenciante célebre fue el disidente estadounidense Noam Chomsky.
El tercer FSM fue celebrado nuevamente en Porto Alegre, en enero de 2003. Hubo muchos talleres en paralelo, incluyendo, por ejemplo, el taller "La vida tras el capitalismo", que proponía una discusión enfocada a las posibilidades participativas, no-comunistas, no-capitalistas de diferentes aspectos de las estructuras sociales, políticas, económicas y de comunicación.
El cuarto FSM se llevó a cabo en Bombay, India, del 16 al 21 de enero de 2004. La asistencia fue superior a las 75.000 personas que se esperaban. La diversidad cultural fue un aspecto notable del fórum. Otra decisión notable fue la de utilizar software libre, que se llevó a cabo con la ayuda de voluntarios de la Fundación por el Software Libre. Uno de los conferenciantes más importantes fue Joseph Stiglitz.

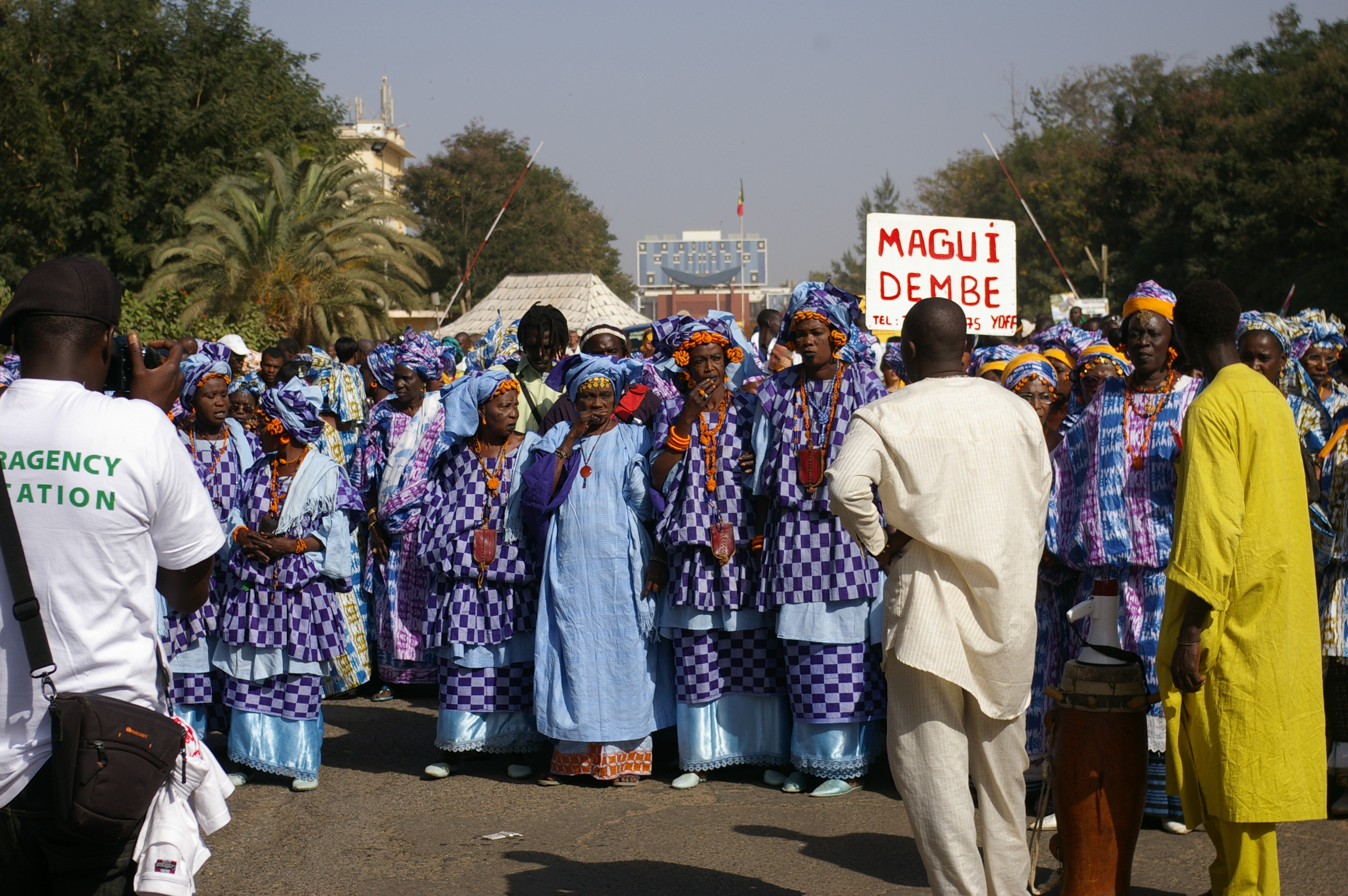
Marcha inicial del Foro Social Mundial en Dakar el 6 de febrero de 2011

La quinta edición de este evento se llevó a cabo en Porto Alegre en 2005 y la sexta, en Venezuela del 24 al 29 de enero de 2006.
El séptimo FSM de Nairobi reunió del 20 al 25 de enero de 2007 a activistas de todo el mundo para debatir acerca de la pobreza, la violencia sexual, el sida, los acuerdos comerciales y la deuda de los países subdesarrollados. El objetivo de este Foro no fue llegar a conclusiones finales, sino el intercambio de ideas y el establecimiento de alianzas para que la gente se una a los distintos movimientos y las propuestas salgan de las organizaciones sociales. El foro mostró los problemas de los pueblos africanos y ha enfatizado la necesidad de dar voz a sus 850 millones de personas.
El octavo Foro Social Mundial se desarrolló entre los días 27 de enero al 1 de febrero de 2009 en Belém, Brasil. Su principal eje temático giró en torno a la Amazonia y a la preservación de todo el patrimonio natural aún existente en el planeta.
En enero de 2010 volvió a Porto Alegre, Brasil, y se abrió con el lema “Diez años después: desafíos y propuestas para otro mundo posible”.
La edición 2011 del Foro se llevó a cabo en Dakar, capital de Senegal entre el 6 y el 11 de febrero de 2011. Entre el 24 y el 29 de enero de 2012 el Foro volvió a realizarse en Porto Alegre, Brasil.

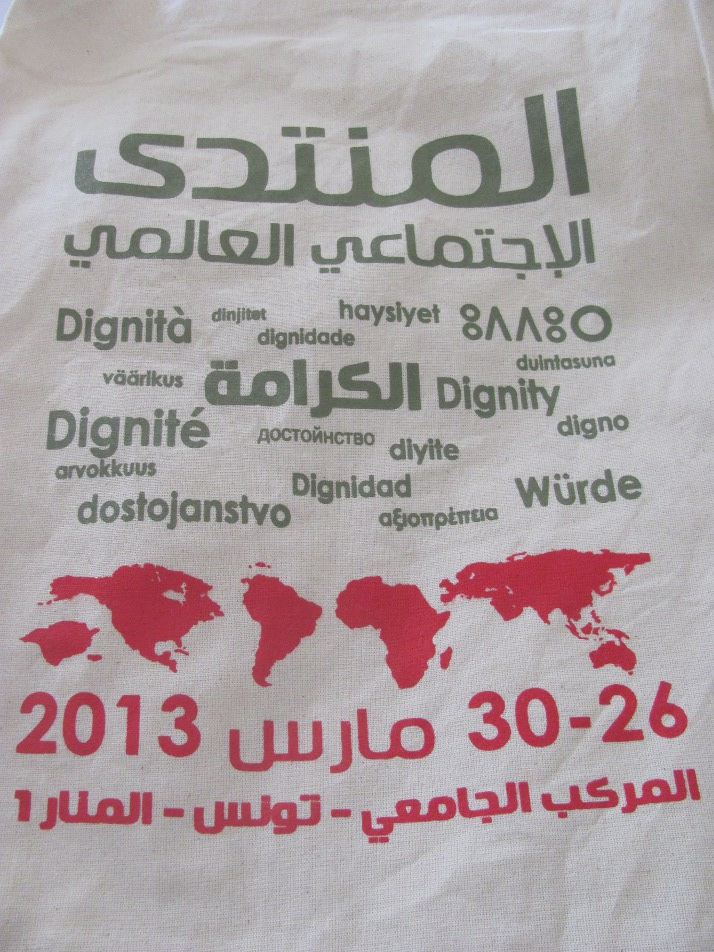
Bolso del Foro Social Mundial Túnez 2013 bajo el Lema Dignidad

La undécima edición del Foro Social Mundial tuvo lugar en Túnez entre el 26 y el 31 de marzo de 2013 bajo el lema de la Primavera Árabe: Dignidad.
El duodécimo Foro Social Mundial en el 2015 se reunió de nuevo en Túnez del 24 al 28 de marzo con el lema "Dignidad y Derechos" una semana después del atentado terrorista en el Museo del Bardo, el 18 de marzo,  en el que murieron 22 personas y que marcó la manifestación de apertura del foro convocada con el lema “Los pueblos del mundo contra el terrorismo”.
Entre los temas destacados en las Asambleas de Convergencia estaban los del Clima y  el Agua y la Tierra elaborándose una declaración que reiteraba que el agua, la tierra y las semillas son bienes públicos y no mercancías. En los foros temáticos incluidos en el FSM se celebró el Foro Parlamentario Mundial que sirvió como espacio de convergencia de legisladores progresistas y emitió mociones sobre la construcción de la paz, la migración, la deuda injusta, las multinacionales y el ingreso mínimo ciudadano.
En la IV edición del Foro Mundial de Medios Libres se ha insistido en reforzar la información y la comunicación al servicio de los movimientos sociales y se ha aprobado la "Declaración del Foro Mundial de Medios Libres" Durante el FSM2015 se ha celebrado también la reunión para iniciar el proceso preparatorio del Foro Social de Internet cuya celebración está prevista para finales del 2015 o principios de 2016. Entre los objetivos: defender la internet de las personas y la ciudadanía frente a los intereses de las corporaciones.
El Foro Social Mundial 2016 se celebró en Montreal.
El Foro Social Mundial 2017 se celebró en Porto Alegre
El Foro Social Mundial 2018 se celebró en Salvador de Bahía, Brasil.Con el lema <resistir es crear, resistir es transformar>.
En 2020 el Foro Social Mundial se celebra en Barcelona por primera vez en formato virtual, el 25 de junio, con el lema "Economías Tansformandoras" 
En 2021 las inscripciones se encuentran abiertas en el sitio web del evento.
En 2022 el Foro Social Mundial se celebra en México bajo el lema "Otro mundo es posible", del 1 al 6 de mayo. Web del evento.
En 2023 el Foro Social Mundial se celebra en Porto Alegre, volviendo a sus orígenes. Ref.

## Otros foros relacionados
El Foro Social Mundial incluye también otros foros mundiales, temáticos, regionales, subregionales, nacionales y municipales que se organizan de acuerdo con su Carta de Principios aunque esta carta impide al FSM organizar acciones colectivas en su propio nombre. Según Boaventura de Sousa Santos intelectual cercano a los movimientos del Foro Social Mundial, deben considerarse como parte del proceso del FSM las acciones regionales y globales llevadas a cabo por las redes de movimientos y organizaciones que integran el FSM, siempre y cuando estas iniciativas respeten su Carta de Principios.
Entre los foros temáticos está el Foro de las Autoridades Locales, el Foro Parlamentario Mundial, el Foro Mundial de la Educación, el Foro Mundial de Jueces, el Foro Mundial de los Sindicatos, el Foro Mundial del Agua, el Foro Social Panamazónico, el Foro Mundial de la Juventud y el Foro Mundial de la Diversidad Sexual. Para el 2015-2016 se prepara un nuevo foro: el Foro Social de Internet.
Entre los foros regionales se incluyen el Foro Social Europeo, el Foro Social Asiático, el Foro Social Africano, el Foro Social de las Américas, el Foro de Educación Europeo, etc.

## Ediciones descentralizadas
En junio de 2007, y auspiciada por una red de organizaciones a nivel internacional, se lanzó en Berlín la convocatoria para una semana de movilizaciones a celebrar a partir del 20 de enero de 2008, culminando el 26 de enero en una jornada mundial por el “Otro Mundo posible”. El FSM-2008 optó así por un nuevo formato descentralizado.
El FSM ha promovido la organización de muchos foros sociales regionales, incluyendo el Foro Social Europeo, el Foro Educacional Europeo, el Foro Social Asiático y el Foro Social de las Américas.
Del 10 al 12 de octubre de 2009 dentro del movimiento del foro social mundial se celebró en Sevilla el Foro social de las éticas y las espiritualidades.
Corresponde también mencionar por cierto las distintas ediciones del Foro Social Catalán, cuyas diferentes reuniones se ajustaron al siguiente detalle: I FSCat (Barcelona, 25-27 de enero de 2008); II FSCat (Barcelona, 30-31 de enero de 2010).

## Enlaces relacionados
- Attac
- Foro Social Europeo
- Pax Romana (organización)